# Nawabganj (dystrykt Unnao)
Nawabganj – miasto w północnych Indiach w stanie Uttar Pradesh, na Nizinie Hindustańskiej.
Populacja miasta w 2001 roku wynosiła 9837 mieszkańców.